# Semeiochernes armiger
Semeiochernes armiger är en spindeldjursart som först beskrevs av Luigi Balzan 1892.  Semeiochernes armiger ingår i släktet Semeiochernes och familjen blindklokrypare. Inga underarter finns listade i Catalogue of Life.